# Labena espinita
Labena espinita är en stekelart som beskrevs av Ian D. Gauld 2000. Labena espinita ingår i släktet Labena och familjen brokparasitsteklar. Inga underarter finns listade i Catalogue of Life.